# Valcani
Valcani (in ungherese Valkány, in tedesco Walkan) è un comune della Romania di 1352 abitanti, ubicato nel distretto di Timiș, nella regione storica del Banato. 
Valcani è divenuto comune autonomo nel 2004, staccandosi dal comune di Dudeștii Vechi.